# Scopula undularia
Scopula undularia là một loài bướm đêm trong họ Geometridae.